# Cautires pahangensis
Cautires pahangensis – gatunek chrząszcza z rodziny karmazynkowatych i podrodziny Lycinae.
Gatunek ten opisany został po raz pierwszy w 2016 roku przez Alice Jiruskovą, Michala Motykę i Ladislava Bocáka z Uniwersytetu Palackiego na łamach European Journal of Taxonomy. Opisu dokonano na podstawie pojedynczego okazu odłowionego w 2005 roku. Jako miejsce typowe wskazano górę Tanah Rata w stanie Pahang. Epitet gatunkowy pochodzi od nazwy stanu.
Chrząszcz o smukłym ciele długości około 9,3 mm. Ubarwiony jest czarno z pomarańczowym przedpleczem oraz pomarańczowym owłosieniem w przednich 1/5 długości żeberek pierwszo- i drugorzędowych na pokrywach. Mała głowa zaopatrzona jest w tęgie, blaszkowate czułki o przeciętnej długości blaszkach oraz w stosunkowo duże, półkuliste oczy złożone o średnicach wynoszących 1,09 ich rozstawu. Przedplecze ma około 1,15 mm długości, 1,75 mm szerokości, tępe kąty przednie, silnie wyniesione i lekko wklęsłe krawędzie boczne oraz tęgie, acz wystające kąty tylne. Listewki dzielą jego powierzchnię na siedem komórek (areoli), z których środkowa jest kompletna i przylega do tylnego brzegu przedplecza. Listewki tylno-boczne oraz odgraniczające środkową areolę są stępione. Pokrywy są lekko z tyłu rozszerzone i mają powierzchnię podzieloną dobrze rozwiniętymi żeberkami podłużnymi pierwszorzędowymi i drugorzędowymi oraz gęsto rozmieszczonymi żeberkami poprzecznymi na komórki (areole). Genitalia samca cechują się stosunkowo przysadzistym prąciem z rozszerzoną wierzchołkową ⅓ długości oraz z lekko spiczastym szczytem.
Owad orientalny, endemiczny dla Malezji, znany tylko z lokalizacji typowej w stanie Pahang. Spotkany został na wysokości 1600 m n.p.m.